# Glengarry (Île-du-Prince-Édouard)
Glengarry est une communauté dans le comté de Prince de l'Île-du-Prince-Édouard, Canada, à l'ouest d'Alberton.